# Famille Horžiczký
Cette page explique l’histoire ou répertorie les différents membres de la famille Horžiczký.
La famille Horžiczký von Horžicz est une famille de musiciens issus de la noblesse d'origine morave, actifs chez les souverains du royaume de Prusse, du milieu du XVIIIe siècle au début du XIXe siècle.

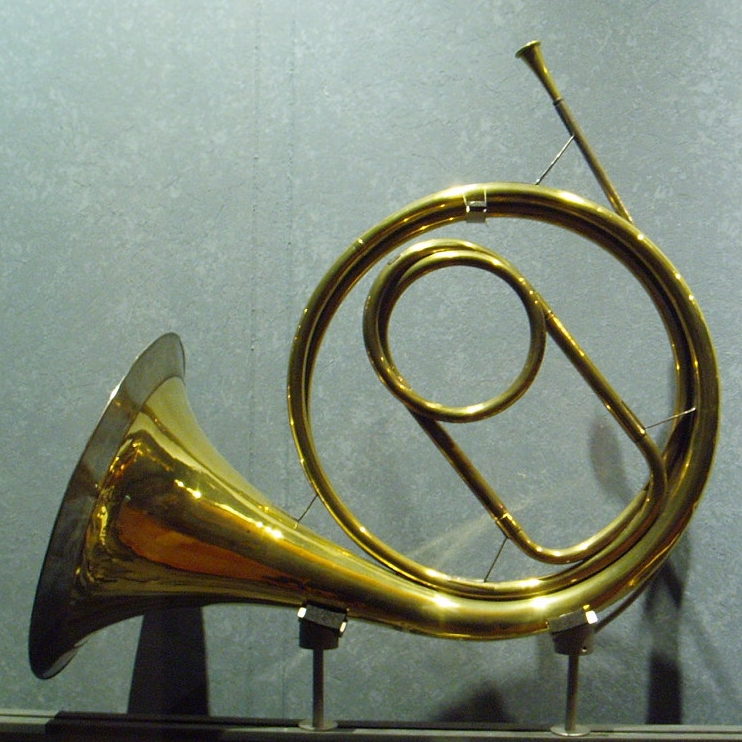
Le cor, l'instrument joué par Johann père, son fils, Franž Horžiczký et enfin Johann, l'un des fils de Franž (un instrument de 1797, musée de la Musique (Paris)).

## Histoire
Cette famille noble, comtale et protestante est originaire de la Moravie d'où elle fut expulsée et ses biens saisis aux XVIIe et XVIIIe siècles par la maison de Habsbourg. La maison Horžicz-Arnau Hostinné était apparentée à celle des Waldstein (Valdštejn).
Leur émigration les conduit en Prusse où ils sont accueillis par le roi.

### Johann Ignace Horžiczký

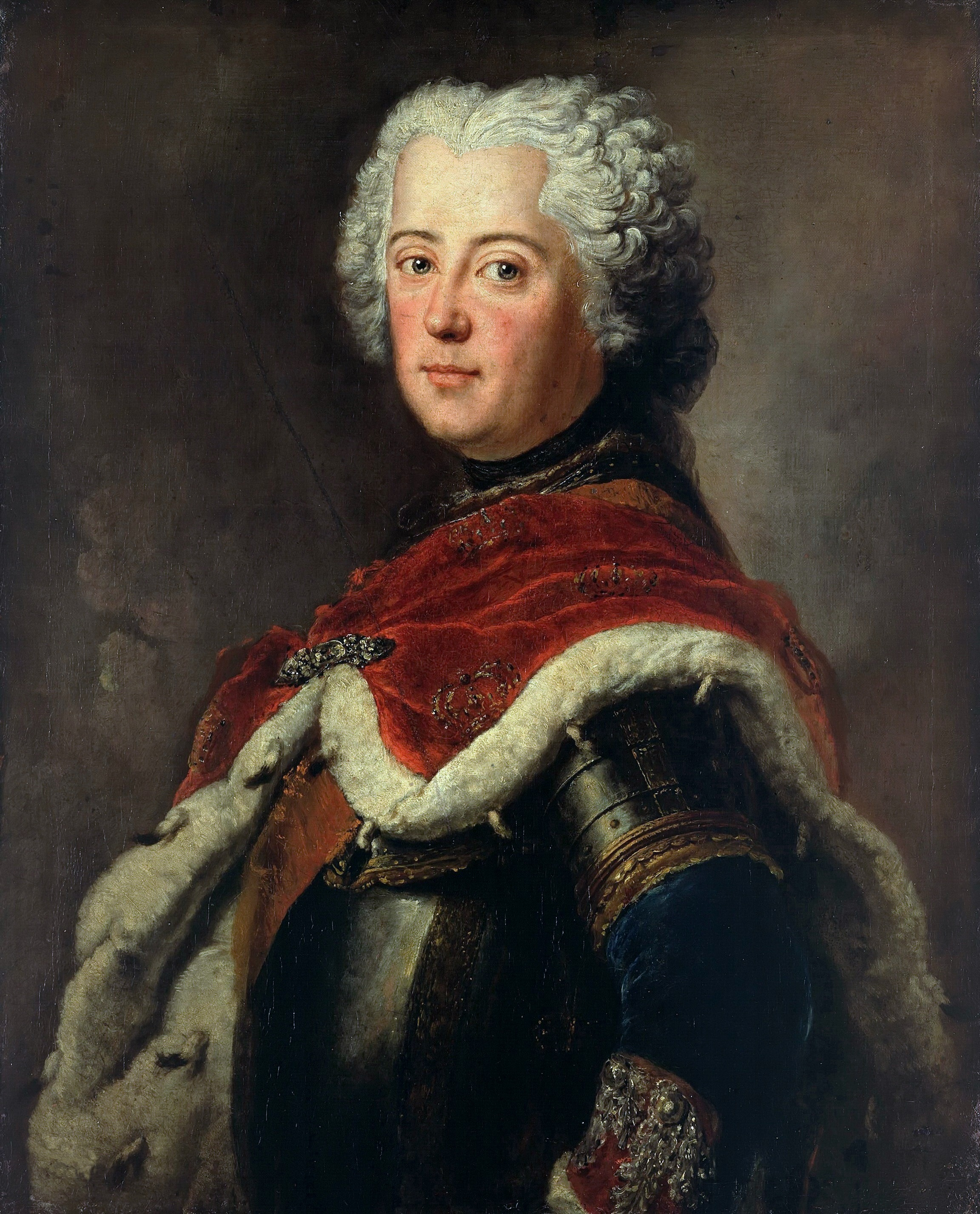
Frédéric II vers 1739-1740 (toile d'Antoine Pesne, Berlin).

Johann Ignace Horžiczký, est joueur de cor dans l'orchestre du prince héritier de Prusse Frédéric II, futur Frédéric le Grand, à Rheinsberg et plus tard à Berlin, quand Frédéric est devenu roi en 1740. Marié à Élisabeth Melsmann en 1741. 
Il se produit en concert à Berlin, avec le corniste de l'orchestre de la cour, Christian Mengis (actif entre 1745–1766 environ). En 1770, il se produit à Rheinsberg avec ses deux fils devant le prince Henri de Prusse, le frère de Frédéric le Grand.

### Franž Laurenž Horžiczký
Son fils, Franž Laurenž Horžiczký est musicien et compositeur, né à Berlin le 1er janvier 1756 et y décédé le 25 octobre 1805.

### Johann Horžiczký
Johann Horžiczký (Berlin, 25 août 1757 — Berlin, 4 décembre 1837), le frère de Franž, a aussi joué du cor, d'abord dans l'orchestre du prince Henri de Prusse et ensuite à Berlin, après la mort du prince (1802).

### Louis Johann Alexander Horžiczký
Le fils de Franž, Louis Johann Alexander Horžiczký (Berlin 25 août 1798 – Berlin 19 octobre 1829), un flûtiste doué mais aussi un pianiste de talent, est apparu comme soliste à Berlin avant 1808. En 1815 il a rejoint l’orchestre royal comme flûtiste et a publié des pièces pour la flûte et le piano mais aussi des chansons,. Il meurt à trente-et-un ans.

### Louise Wilhelmine Horžiczký
La fille de Franž, Louise Wilhelmine Horžiczký (Rheinsberg 12 mai 1788 – Villefranche-de-Rouergue 1er juillet 1857) épouse l'aide-de-camp du général de division Charles Étienne Gudin de La Sablonnière dit aussi Charles Étienne Gudin le major, baron et chevalier de l'Empire Pierre de Cabrol de Mouté lors de la campagne de Pologne de la Grande Armée. Après des blessures de guerre et la mise à la retraite de son époux, ils s'établissent à Rodez.

### Sources anciennes
- (de) Friedrich Wilhelm Marpurg, Historisch-kritische Beyträge zur Aufnahme der Musik, vol. 1, Berlin, 1754 (OCLC 1046234843), p. 77, 408
- (de) Carl Friedrich von Ledebur, Tonkünstler-Lexicon Berlin’s, Berlin, 1861
- François-Joseph Fétis, Biographie universelle des musiciens et bibliographie générale de la musique, vol. 4, Paris, Librairie Firmin Didot, 1866–1868, 522 p. (OCLC 614247299, BNF 30432159, lire en ligne), « Hoszisky », p. 372.
- (de) C.H. Bitter, Carl Philipp Emanuel und Wilhelm Friedemann Bach und deren Brüder, Berlin, 1868, 378 p. (OCLC 681638053, lire en ligne)
- (de) Ernst Breest (de), « Acht Jahre am Hof des Prinzen Heinrich (1770–78) aus den Memoiren eines alten Franzosen », Der Bär, no 7,‎ 1881, p. 161–166
- Jean-Jacques Olivier, Les comédiens français dans les cours d’Allemagne au XVIIIe siècle, Paris, Société française d'Imprimerie et du Librairie, 1901–1905 (OCLC 475491226, lire en ligne), p. 18

### Ouvrages et articles
- (de) Herbert A. Frenzel, Brandenburg-preussische Schlosstheater : Spielorte und Spielformen vom 17. bis zum 19. Jahrhundert, Berlin, Gesellschaft für Theatergeschichte, coll. « Schriften der Gesellschaft für Theatergeschichte » (no 59), 1959, 268 p. (OCLC 1962365)
- (de) Heinz Kindermann, Theatergeschichte Europas, vol. 4, Salzbourg, O. Müller, 1961, 855 p. (OCLC 721565702)
- (en) Franz Lorenz, « Horzizky [Horsitzky, Horschitzky, Horschky, Franz [Franziskus, Franciscus] ] », dans Grove Music Online, Oxford University Press, 2001.
- (de) Franz Lorenz, « Horzizky, Horzizki, Horsitzky, Horschitzky, Horschky (Familie) », dans MGG Online, Bärenreiter et Metzler, 2003
- Marie‐Élizabeth Ducreux, « L’émigration des protestants de Bohême et de Moravie au XVIIe et au XVIIIe siècles : Contributions à une histoire culturelle germano-tchèque en Europe centrale. Un espace à reconstruire », Cahiers du CeFReS, Centre Français de Recherche en Sciences Sociales, Prague, no 31,‎ 2011, p. 53-78 (OCLC 785661932, lire en ligne)

## Pour approfondir